# 小行星9578
小行星9578（英語：9578 Klyazma）是一颗围绕太阳公转的小行星。1989年4月3日，天文学家艾瑞克·怀特·埃尔斯特在拉西拉天文台发现了此天体。
这颗小行星的绝对星等为282.40032等。